# NGC 2398
NGC 2398 je galaksija u zviježđu Blizancima.

## Vanjske poveznice
- SEDS: NGC 2398